# Làzar Saminski
Làzar Saminski (rus: Лазарь Семенович Саминский)  (Dolynske, 8 de novembre de 1882 - Port Chester, 30 de juny de 1959), nascut Làzar (Eliézer) Semiónovitx Saminski, rus: Лазарь (Элиэзер) Семёнович Саминский i conegut habitualment com a Lazare Saminski o Lazare Saminsky,fou un director d'orquestra i compositor russoestatunidenc, especialment de música jueva.

## Biografia
Es va graduar en matemàtiques i filosofia a la Universitat Estatal de Sant Petersburg.Al mateix temps, el 1906–1910, va estudiar al Conservatori de Sant Petersburg amb Anatoli Liàdov i Nikolai Rimski-Kórsakov (composició) i Nikolai Txerepnín (direcció d'orquestra).El 1913, va participar en una expedició etnogràfica al Caucas, i va documentar les cançons tradicionals dels jueus locals.De 1917 a 1918 va ser director del conservatori de Tbilisi.Entre 1918 i 1920 va treballar com a director d'orquestra a París i Londres.El 1920 va emigrar als Estats Units,i el 1926 se li va concedir la ciutadania estatunidenca.Fou cofundador de la League of Composers (1923).En els anys 1924–1956 va ser director musical de la sinagoga Emanu-El de Nova York. En la seva obra va utilitzar elements de la música jueva.
Es va casar amb l'escriptora estatunidenca Lillian Morgan Buck. després de la seva mort el 1948 es va tornar a casar amb la pianista Jennifer Gandar.Saminski va escriure nombrosos llibres sobre música jueva, música contemporània i direcció, entre els quals es poden esmentar Music of Our Day (1932), Music of the Ghetto and the Bible (1934), Living Music of the Americas (1949), Physics and Metaphysics of Music and Essays on the Philosophy of Mathematics (1957) i Essentials of Conducting (1958).Va publicar la seva autobiografia Third Leonardo (1959).

## Composicions seleccionades
(basat en el material d'origen)

### Obres orquestrals
- 5 simfonies (gener de 1914, febrer de 1918, març de 1924, abril de 1926, maig de 1932)
- Venice per a orquestra de cambra (1928)
- Suite Ausonia (1930)
- To a New World (1932)
- 3 Shadows (1935)
- Stilled Pageant (1937)
- Pueblo, a Monn Epic (1938)
- Suite East and West per a violí i orquestra (1943)

### Peces per a piano
- 10 Hebrew Folk Songs and Folk Dances (1922)
- From Cynthia’s Playnook (1936)

### Cançons solistes
- The Songs of Three Queens per a soprano i piano o orquestra de cambra (1924)
- 6 Songs of the Russian Orient per a veu i piano o orquestra de cambra (1926)
- A Song Treasury of Old Israel per a veu i piano (1951)

### Peces corals
- By the Rivers of Babylon per a soprano, baríton, cor i 4 instruments (1926)
- Out of the Deep per a tenor, cor i orgue ad libitum (1937)
- Rèquiem per a veu, cor i orquestra (1946)
- To Zion (1948)

### Cançons escèniques
- Ballet Lament of Rachel (1920)
- Òpera-ballet The Gagliarda of a Merry Plague (1924)
- Òpera-ballet The Daughter of Jephta (1928)
- Òpera-ballet Julian, the Apostate Caesar (1928)